# پونس دی لیون (میزوری)
پونس دی لیون (به انگلیسی: Ponce de Leon) یک منطقهٔ مسکونی در ایالات متحده آمریکا است که در میزوری واقع شده‌است.